# Irving Babbitt
Irving Babbitt (ur. 2 sierpnia 1865 w Dayton, zm. 15 lipca 1933) – amerykański krytyk literacki i myśliciel, twórca ruchu zwanego nowym humanizmem.
W 1889 ukończył Harvard College.

## Wybrane publikacje
- Literature and the American College (1908)
- The New Laokoön (1910)
- The Masters of Modern French Criticism (1912)
- Rousseau and Romanticism (1919)
- Democracy and Leadership (1924)
- On Being Creative (1932)